# El Mourouj (delegación)
El Mourouj (en árabe: المروج‎) es una delegación de la gobernación de Ben Arous en Túnez. En abril de 2014 tenía una población censada de 104 538 habitantes.
Se encuentra ubicada al norte del país, junto a la costa del golfo de Túnez (mar Mediterráneo) y a poca distancia al sur de la capital del país, Túnez, y de la desembocadura del río Meyerda.